# Tenupedunculus serraticaudum
Tenupedunculus serraticaudum là một loài chân đều trong họ Stenetriidae. Loài này được Kussakin & Vasina miêu tả khoa học năm 1984.